# Adaina jequie
Adaina jequie – gatunek motyla z rodziny piórolotkowatych.

## Taksonomia
Gatunek ten opisany został po raz pierwszy w 2016 roku przez Ceesa Gielisa na łamach „Boletín de la Sociedad Entomológica Aragonesa”. Jako lokalizację typową wskazano Jequié w brazylijskim stanie Bahia.

## Morfologia
Motyl osiągający 11 mm rozpiętości skrzydeł. Głowę ma jasnobrązowobiałą z białą okolicą międzyczułkową, jasnobrązowo-białymi i lekko zakrzywionymi głaszczkami wargowymi oraz krótko orzęsionymi, bladobrązowobiałymi czułkami. Tułów jest bladobrązowobiały z białym śródtułowiem, ciemnobrązowym tyłem, białym kołnierzem i bladobrązowobiałymi tegulami. Skrzydło przednie powcinane jest do 4/7 długości. Ubarwienie wierzchu ma bladoszarobiałe z szarobrązowymi znakami, spodu szarobrązowe, a strzępiny szarawe. Skrzydło tylne jest bladobrązowoszare z wierzchu, szarobrązowe od spodu, jasnobrązowoszare na strzępinach i opatrzone ciemnordzawymi łuskami na żyłkach. Odnóża tylnej pary są ochrowobiałe. Na grzbiecie odwłoka występują jasnobrązowobiałe i szarobiałe paski podłużne.
Samiec ma dość smukłe, niesymetrycznie zbudowane walwy – lewa jest zaopatrzona w łagodnie zakrzywiony wyrostek sakularny osiągający połowę jej długości, prawa natomiast ma wąsko zesklerotyzowanyą krawędź wzdłuż brzegu sakularnego. Poza tym jego genitalia cechują się dwupłatowym tegumenem, tak długim jak tenże i zakrzywionym unkusem, wąską jukstą z pojedynczym ramieniem anellusa, wąskie i zakrzywione winkulum oraz S-kształtnie wykrzywionym edeagusem bez cierni.

## Ekologia i występowanie
Owad neotropikalny, endemiczny dla Brazylii, znany tylko z lokalizacji typowej. Odnaleziony w lutym na rzędnych 500 m n.p.m.